# رفعت شوباروف
رفعت شوباروف (بالأوكرانية: Рефат Чубаров) مواليد 22 سبتمبر 1957 في سمرقند، جمهورية أوزبكستان السوفيتية الاشتراكية، الاتحاد السوفيتي، هو سياسي أوكراني وشخصية عامة وزعيم حركة تتار القرم في أوكرانيا وجميع أنحاء العالم.